# Conus commodus
Conus commodus é uma espécie de gastrópode do gênero Conus, pertencente à família Conidae.